# NGC 7305
NGC 7305 é uma galáxia elíptica (E-S0) localizada na direcção da constelação de Pegasus. Possui uma declinação de +11° 42' 46" e uma ascensão recta de 22 horas, 32 minutos e 13,9 segundos.
A galáxia NGC 7305 foi descoberta em 1 de Setembro de 1886 por Lewis A. Swift.